# Vicenç Pagès i Jordà
Vicenç Pagès i Jordà (Figueras, 14 de dezembro de 1963 – 27 de agosto de 2022) foi um escritor, crítico literário em catalão e professor de linguagem e estética na Universidade Ramon Llull (Barcelona).
Em 1989, ganhou a Bienal de Barcelona na literatura, e no ano seguinte apareceu seu primeiro livro, uma coletânea de contos intitulada Cercles d'infinites combinacions (ed. Empúries). Em 1991 publicou o texto  Grandeses i misèries dels premis literaris formado por milhares de notas. El trabalho Un tramvia anomenat text, é um ensaio sobre a escrita que considera o texto como uma mistura de inspiração e de ofício, gênio e habilidade, magia e disciplina.

## Morte
Pagès morreu em 27 de agosto de 2022.

## Trabalho publicado
- Cercles d'infinites combinacions.Barcelona: Empúries, 1990, p.144. ISBN 9788475962504
- Grandeses i misèries dels premis literaris. Badalona: Llibre de líndex, 1991, p. 255. ISBN 8387561241.
- El Món d'Horaci. Barcelona: Empúries, 1995, p. 389.ISBN 8475964737
- Carta a la reina d'Anglaterra. Barcelona: Empúries, 1997, p. 99ISBN 84-7596-519-9 [4]
- Un tramvia anomenat text. Barcelona: Empúries, 1998, p. 224.ISBN 9788475965819.
- En companyia de l'altre. Barcelona: Edicions 62, 1999, p. 139. ISBN 8429745076
- La Felicitat no és completa. Barcelona: Edicions 62, 2003, p. 220.ISBN 842975136X
- El Poeta i altres contes. Barcelona: Proa, 2005, p. 194.ISBN 8484377776
- De Robinson Crusoe a Peter Pan: Un cànon de literatura juvenil. Barcelona: Proa, 2006, p. 256. ISBN 8484379132
- Els Jugadors de whist. Barcelona: Empúries, 2009, p. 542. ISBN 9788497874410
- El llibre de l'any. Barcelona: La butxaca, 2011, p. 132. ISBN 9788499303918
- La Llentia viatgera. Barcelona: Estrella Polar, 2013, p. 49.ISBN 9788415697367
- Dies de frontera. Barcelona: Proa, 2014, p. 325. ISBN 9788475884738

## Prêmios e reconhecimentos
- 1989 - Biennal de Barcelona-Literatura
- 1998 - Prêmio Documenta por En companyia de l'altre
- 2003 - Prêmio Sant Joan de narrativa por La Felicitat no és completa
- 2004 - Prêmio Mercè Rodoreda por El poeta i altres contes
- 2009 - Prêmio Creixells por Els jugadors de Whist
- 2013 - Prêmio Sant Jordi de romance por Dies de frontera
- 2014 - Prêmio Nacional de Cultura[5]